# 人工乳房

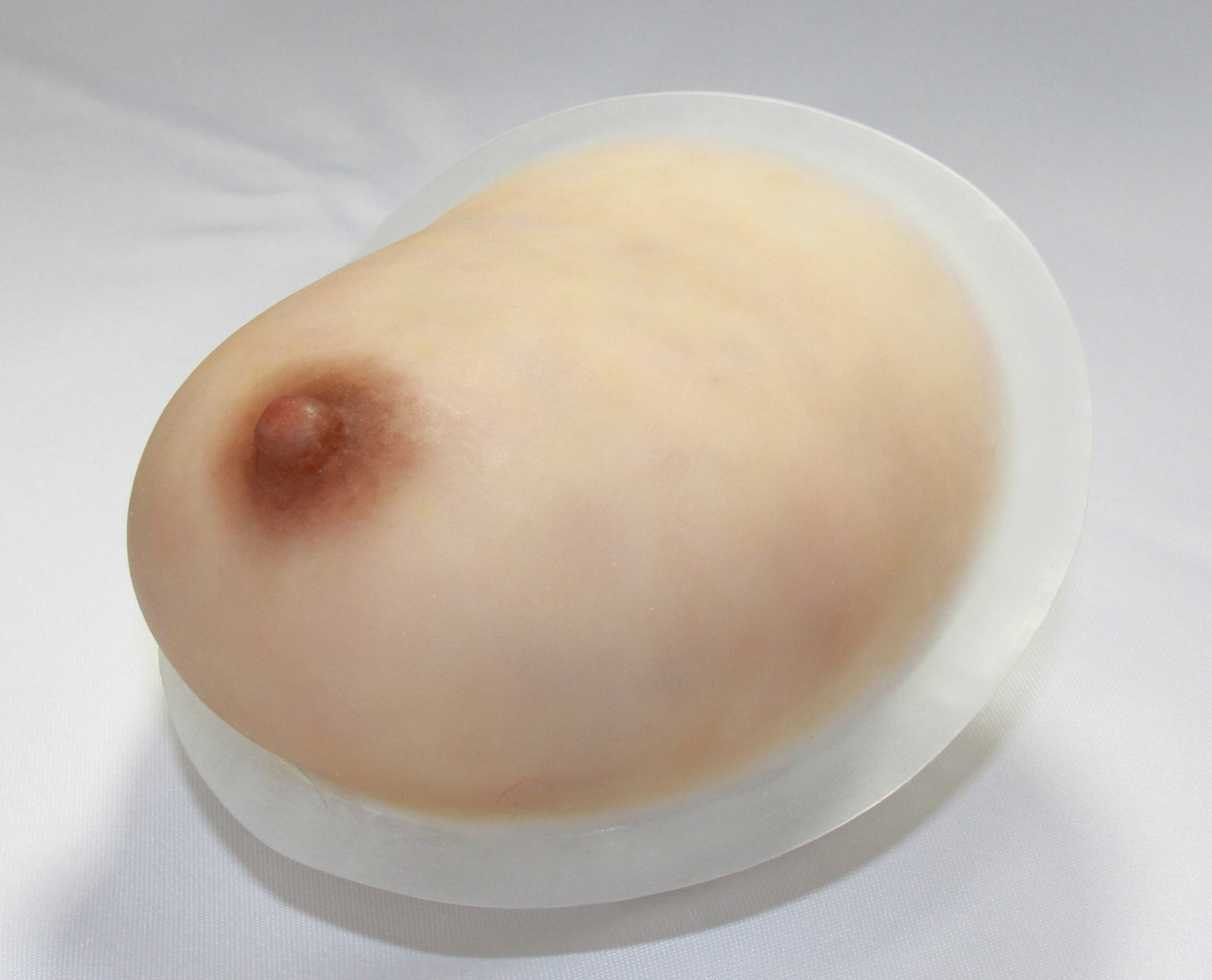
3Dスキャナーと職人技により再現された最新の人工乳房（右胸用規格品、Cサイズ、マエダモールド製）

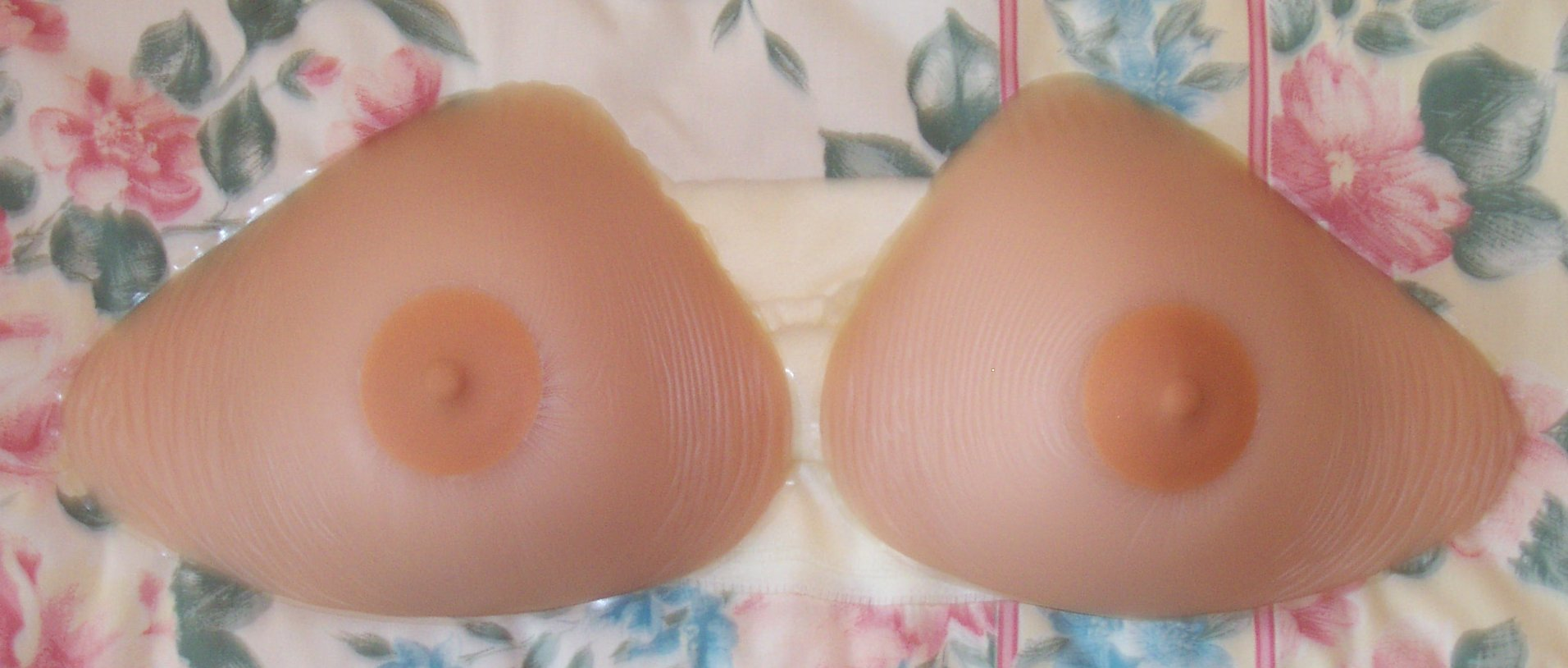
人工乳房の例

人工乳房（じんこうにゅうぼう）とは、シリコーンで作られた胸に貼り付けて使用するリアルな乳房のこと。
女性が乳癌などにより手術で乳房を失った場合に乳房の形状を再現するために用いられる。
その効果はアピアランスケアとして心のサポートをするだけでなく、体のバランスを保ったり、普段の生活の質の向上に役に立つ。

## 備考
乳房再建手術に使用されるインプラントのシリコーンバッグも厚生労働省が「人工乳房」と呼称しているので混同しやすいがまったく違うものである。